# Joseph Rappenhöner
Joseph Wilhelm Quirin Rappenhöner (* 1. Juni 1850 in Neuß; † 6. Februar 1898 in Bonn) deutscher römisch-katholischer Geistlicher, Theologe und Hochschullehrer.

## Leben
Rappenhöner war Sohn eines Feldmessers. Er besuchte von 1860 bis 1869 das Neusser Gymnasium und studierte anschließend an den Hochschulen von Münster, Würzburg und Innsbruck. 1873 musste er aufgrund des Kulturkampf sein Studium in Innsbruck abbrechen, damit er die Möglichkeit behielt Priester in Preußen zu werden. Er trat deshalb in das Kölner Priesterseminar ein und empfing die am 21. März 1874 seine Priesterweihe durch den Erzbischof Paulus Melchers. Zunächst wurde er Kaplan in Heerdt, jedoch noch 1874 ging er zu weiteren Studien an die Würzburger Universität. Dort wurde er am 4. Februar 1878 zum Dr. theol. promoviert.
Rappenhöner wirkte von 1878 bis 1884 als Professor der Dogmatik und Exegese am katholischen Priesterseminar in Leeds. Er musste jedoch aus gesundheitlichen Gründen zurückkehren. Im April 1885 erlangte er eine Anstellung an der Annakapelle in Rommersdorf, bevor er im November 1886 als Kaplan an die Kirche St. Gereon in Köln kam. Am 1. Oktober 1888 folgte er einem Ruf als außerordentlicher Professor für allgemeine Moral und Apologetik an die Königliche Akademie zu Münster. Zum 24. Oktober 1891 wechselte er als außerordentlicher Professor der Dogmatik an die Universität Bonn, an der er im März 1892 zum ordentlichen Professor ernannt wurde. Im akademischen Jahr 1895/1896 hatte er das Dekanat der Theologischen Fakultät inne.
Rappenhöner verstarb überraschend im Amt. Er wurde in Bonn beigesetzt.

## Werke (Auswahl)
- Die Körperleiden und Gemütsbewegungen Christi. Eine christologische Studie, Düsseldorf 1878.
- Allgemeine Moraltheologie.
  - Teil 1: Die Lehre über Freiheit, Gesetz, Gewissen, Münster 1891.
  - Teil 2: Die Lehre über das Sittliche, sittlich Gute, sittlich Böse, Münster 1893.